# Khaled al-Fahoum

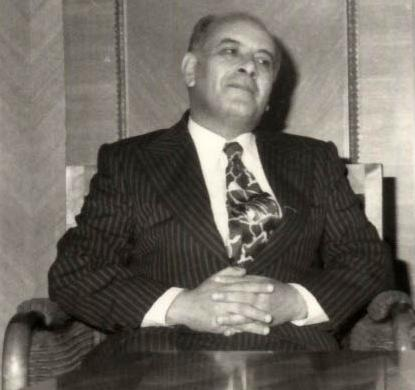
Khaled al-Fahoum in 1977

Khaled al-Fahoum (Arabisch: خالد الفاهوم) (Nazareth, 1921? - Damascus, 5 februari 2006) was een Palestijnse politicus.
Vanaf 1964 maakte hij deel uit van het Centraal Comité van de PLO, waarvan hij een van de oprichters was samen met Yasser Arafat. Hij bleef deze functie vervullen tot 1971, toen hij voorzitter werd van het Palestijnse parlement in ballingschap: de Palestijnse Nationale Raad. Hij trad af in 1984 en leefde vervolgens in Syrië, in de hoofdstad Damascus. Daar overleed hij op 84-jarige leeftijd.